# Malușka, Berezne
Malușka (în ucraineană Малушка) este un sat în comuna Malînsk din raionul Berezne, regiunea Rivne, Ucraina.

## Demografie
Componența lingvistică a localității Malușka
     Ucraineană (99,71%)
     Alte limbi (0,28%)
Conform recensământului din 2001, majoritatea populației localității Malușka era vorbitoare de ucraineană (99,71%), existând în minoritate și vorbitori de alte limbi.